# Güzelhisar Çayı
Pour les articles homonymes, voir Güzelhisar.

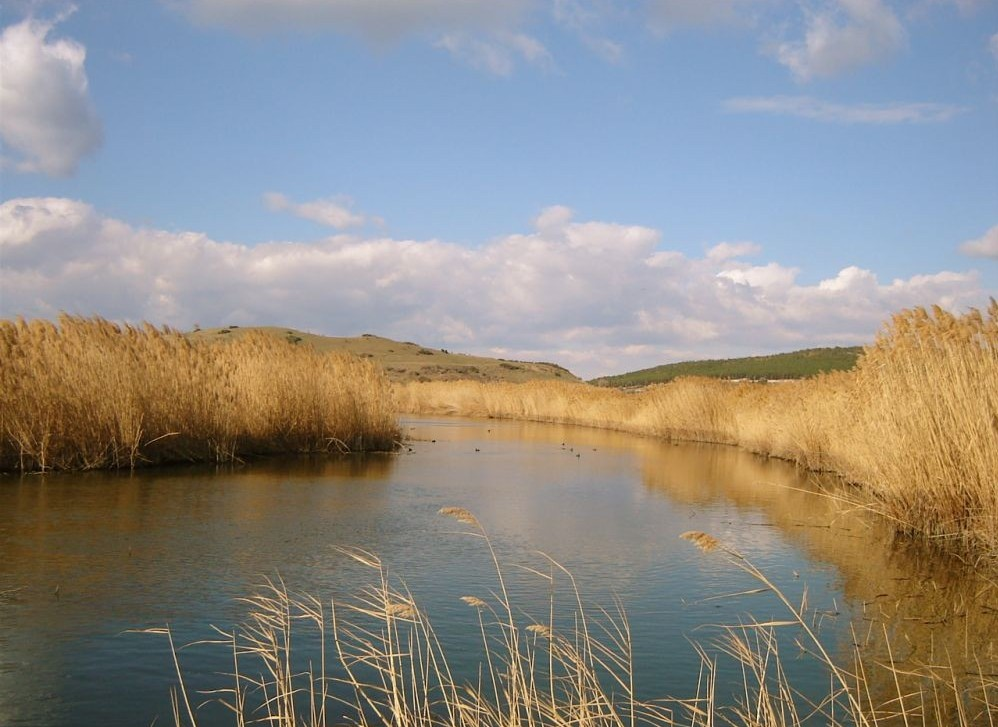

La fleuve de Güzelhisar (Güzelhisar Çayı) est un fleuve côtier coupé par le barrage de Güzelhisar dans la province d'İzmir, en Turquie. Il se jette dans la Mer Égée à une quinzaine de kilomètres en aval du barrage au nord d'Aliağa. Güzelhisar (en turc : « belle forteresse ») est un village à mi-distance entre Aliağa et le barrage. 